# Sarcophaga lopesi
Sarcophaga lopesi är en tvåvingeart som beskrevs av Shinonaga och Tadao Kano 1989. Sarcophaga lopesi ingår i släktet Sarcophaga och familjen köttflugor. Inga underarter finns listade i Catalogue of Life.